# قرار مجلس الأمن التابع للأمم المتحدة رقم 2015
قرار مجلس الأمن التابع للأمم المتحدة رقم 2015، المتخذ بالإجماع في 24 أكتوبر 2011.

## القرار
اقترب مجلس الأمن من خلال اعتماد هذا القرار من إنشاء محاكم خاصة في المنطقة لمحاكمة القراصنة. تم تكليف الأمين العام للأمم المتحدة بمتابعة الحظر مع مكتب الأمم المتحدة المعني بالمخدرات والجريمة ومشاورات برنامج الأمم المتحدة الإنمائي مع الصومال والمنطقة التي ترغب في إنشاء مثل هذه المحاكم لمكافحة القرصنة (وقبل كل شيء تنزانيا وسيشيل) في المساعدات الدولية وإرسال كوادر الهيئات الدولية إلى هناك وإجراءات تسليم القراصنة الأسرى وإلى آخر ذلك. "
ومن المقرر أن يعرض الأمين العام للأمم المتحدة خلال 90 يومًا بعد انتهاء المشاورات على المجلس اقتراح القضايا المتعلقة بإنشاء مثل هذه المحاكم.

## روابط خارجية
- نص القرار في undocs.org